# Aiser
Aiser ist eine Ortschaft in der Marktgemeinde Schwertberg im Bezirk Perg in Oberösterreich. Sie liegt im Nordosten der Katastralgemeinde Schwertberg und teilweise in der Katastralgemeinde Windegg.

## Geschichte, Etymologie
Die Ortsbezeichnung Aiser wurde in der Vergangenheit auch Eiser (mittelhochdeutsch, abgeleitet von Iser, Verarbeitung von Eisen) geschrieben. Im 16. und 17. Jahrhundert wurde eine Obere Eisau und eine Niedere Eisau genannt, wobei die Niedere Eisau dem Areal des heutigen Ortsteils Aiser entspricht.
Ein Teil der Aiser ist ein bewaldeter, 1926 aufgelassener, ehemaliger Granit-Steinbruch der Poschacher Natursteinwerke. 1883 waren im Steinbruch auf der Aiser 61 Mitarbeiter beschäftigt. 1965 pachtete der aus 28 Mitgliedern bestehende Verein Laienspielgruppe Schwertberg das 30.000 Quadratmeter große Areal um 1,00 Schilling für 99 Jahre, um dort eine Freilichtbühne zu errichten. 1982 kaufte der Verein mit öffentlicher Unterstützung das Gelände und überschrieb es der Marktgemeinde Schwertberg gegen ein immerwährendes Nutzungs- und Fruchtgenussrecht. Der Verein wurde in Aiser-Bühne Schwertberg umbenannt.
Zur Aiser gehört auch die Schiltbergstraße, die auf Grund der seit 1987 bestehenden Gemeindepartnerschaft der Marktgemeinde Schwertberg mit der bayerischen Gemeinde Schiltberg in den 1980er-Jahren so benannt worden war. Die Gemeindepartnerschaft ist aus einer Partnerschaft mit dem Hofberg-Freilichttheater-Verein Schiltberg entstanden.
Oberhalb des Reisebüros Wiesinger befand sich in den 1960er, 1970er und 1980er Jahren das Freibad der Marktgemeinde Schwertberg.

## Geographie
Die Aiser befindet sich nordöstlich des Ortskerns von Schwertberg und wird im Westen durch die Schacherbergstraße begrenzt und von dieser aus über zwei Abzweigungen Richtung Osten erschlossen. Der Ortsteil grenzt im Norden und Osten an den Ortsteil Winden.
Ein Orientierungspunkt auf der Aiser ist das Kleindenkmal Aiserkreuz an einer Wegkreuzung Richtung Winden. Neben dem traditionellen Gasthaus Aiserwirt besteht auf dem Areal der Aiser-Bühne 1994 die Falstaff-Stube als Treffpunkt für die Vereinsmitglieder der Aiser-Bühne Schwertberg.

## Kultur
Die Aiser-Bühne Schwertberg hat seit ihrer Entstehung im Jahr 1965 und dem Abschluss eines Pachtvertrages mit Leopold Helbich mit der Errichtung einer Freilichtbühne begonnen und zur Aufbringung der finanziellen Mittel die Tanzveranstaltung Aiserfest ins Leben gerufen.
Nach elfjähriger Bauzeit wurde 1976 das Stück Stefan Fadinger (Stöffl Grohmann) von Alfred Grohmann mit 110 Schauspielern und zahlreichen Tieren aufgeführt und der erste Teil der Freilichtbühne Aiser eröffnet. Bis 1982 wurde mit der Errichtung von Gebäuden die notwendige Infrastruktur für die Durchführung von Theater- und Festveranstaltungen geschaffen. Die Aiserbühne verfügt in der Zwischenzeit über Gebäude mit einer bebauten Fläche von 4.500 Quadratmetern. Ein 27 Miter hoher Turm ist ein weithin sichtbares Wahrzeichen der Anlage. Bis 2005 wurden mehr als zwei Millionen Euro erwirtschaftet und für Bauwerke, Bühnentechnik, Ausstattung und Kostümfundus ausgegeben. Über die geleisteten freiwilligen Arbeitsstunden wird Buch geführt und diese werden 2017 mit mehr als 350.000 Arbeitsstunden angegeben. Auf eine entsprechende Jugendarbeit wurde von Anfang an geachtet und ein entsprechendes Förderprogramm mit Volkshochschulkursen entwickelt.
Bis 2017 wurden etwa 2.400 Veranstaltungen, darunter 60 Theateraufführungen und 30 Märchenspiele auf der Aiser-Bühne abgewickelt. Gründer, Obmann und seit 2008 Ehrenobmann des Vereins ist Franz Reindl, dem kurzfristig bis 2009 Josef Moser, danach Dietmar Achhorner für zweieinhalb Jahre als Obmann nachfolgte. Seit 2012 leitet Friedrich Hinterholzer den Kulturverein.